# Snønutryggen
Snønutryggen är en bergstopp i Antarktis. Den ligger i Östantarktis. Norge gör anspråk på området. Toppen på Snønutryggen är 3 017 meter över havet.
Terrängen runt Snønutryggen är platt söderut, men norrut är den kuperad. Snønutryggen är den högsta punkten i trakten. Trakten är obefolkad. Det finns inga samhällen i närheten.